# Чарин (село)
Чари́н (каз. Шарын) — село у складі Уйгурського району Алматинської області Казахстану. Адміністративний центр та єдиний населений пункт Чаринського сільського округу.
Населення — 6236 осіб (2021; 5572 у 2009, 5653 у 1999, 4991 у 1989).